# IC 3583
IC 3583 — галактика типу IBm (змішана іррегулярна витягнута галактика) у сузір'ї Діва.
Цей об'єкт міститься в оригінальній редакції індексного каталогу.